# Dött lopp

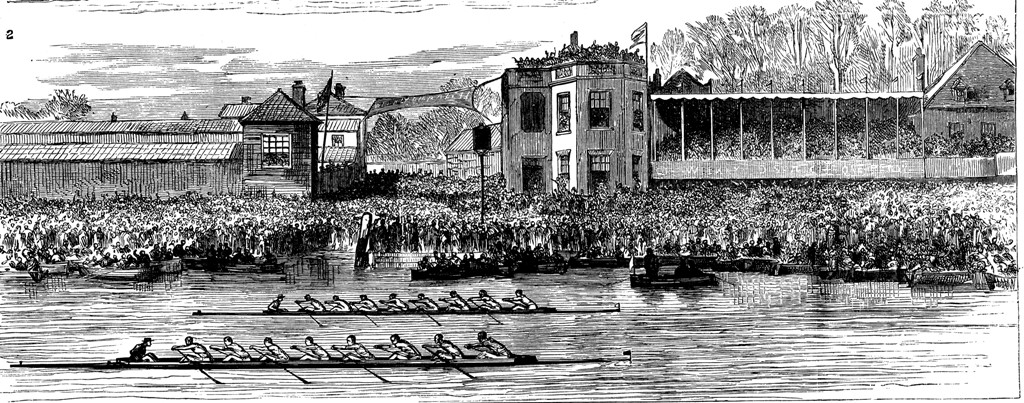
1877 års upplaga av The Boat Race slutade i dött lopp (det enda i tävlingens historia).

Ett dött lopp är en sällsynt situation i tävlingar och sport där konkurrenternas prestationer bedöms vara så nära att ingen skillnad mellan dem kan avgöras vid målgången. Resultatet förklaras oavgjort och de tävlande tilldelas oftast ett delat förstapris.
Målfoto har länge varit en användbar metod för att lösa resultat som är för tvetydiga för att kunna urskiljas med blotta ögat. Förbättringar av teknik, inklusive digital super-slow motion-replay och tryckkänsliga digitala timers, har ökat precisionen när det gäller att avgöra döda lopp. Följaktligen deklareras döda lopp mer sällan än tidigare.

## Etymologi

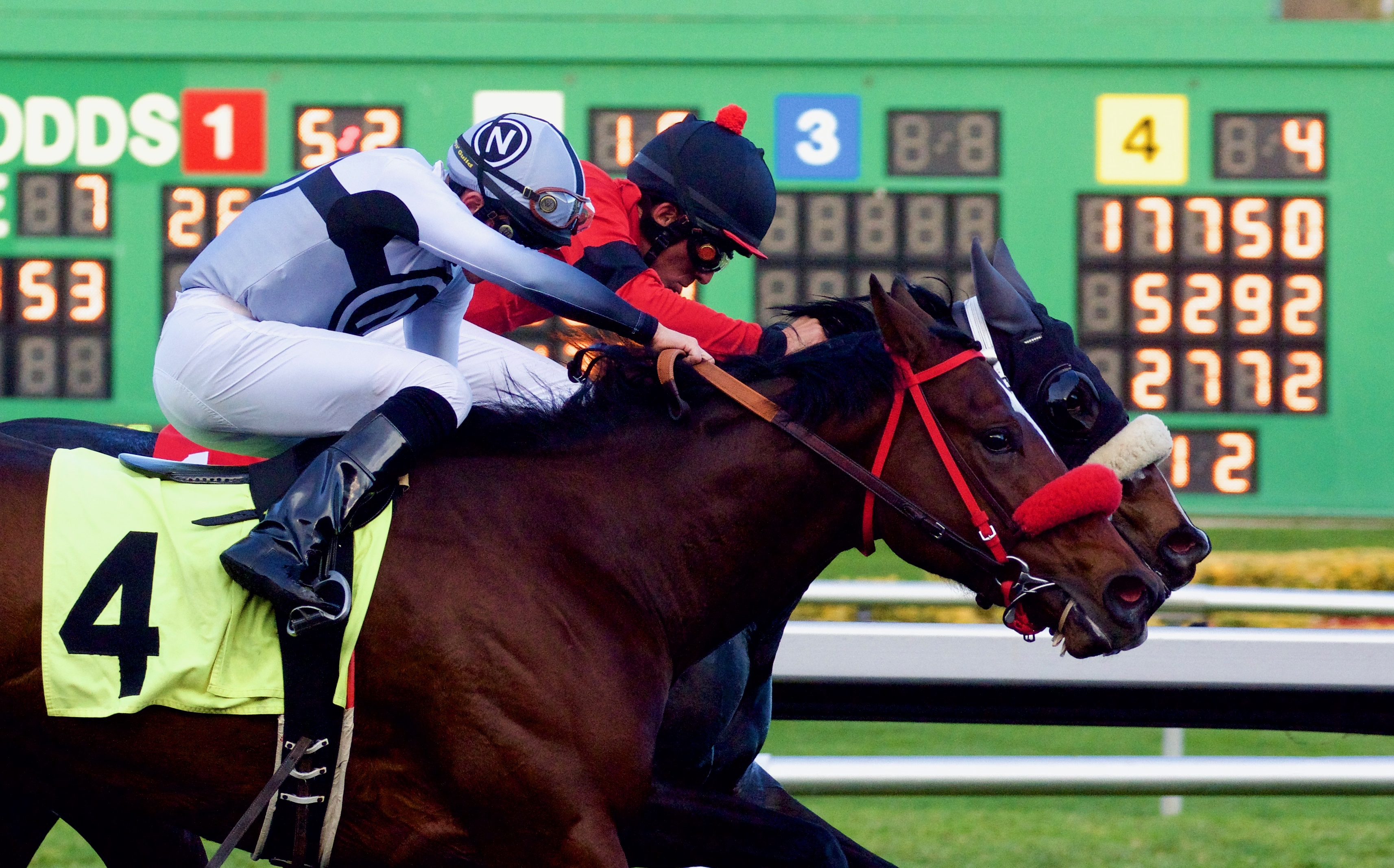
Dött lopp i hästkapplöpning.

Oxford English Dictionary tillskriver termen dött lopp till hästkapplöpning. Under tävlingsdagar var det inte ovanligt att hästar sprang flera "heat" på en dag, där vinnarna avgjordes av det totala antalet vinster. Ett heat som inte hade någon klar vinnare räknades bort från dessa siffror och var därför "dött".

## Förekomst

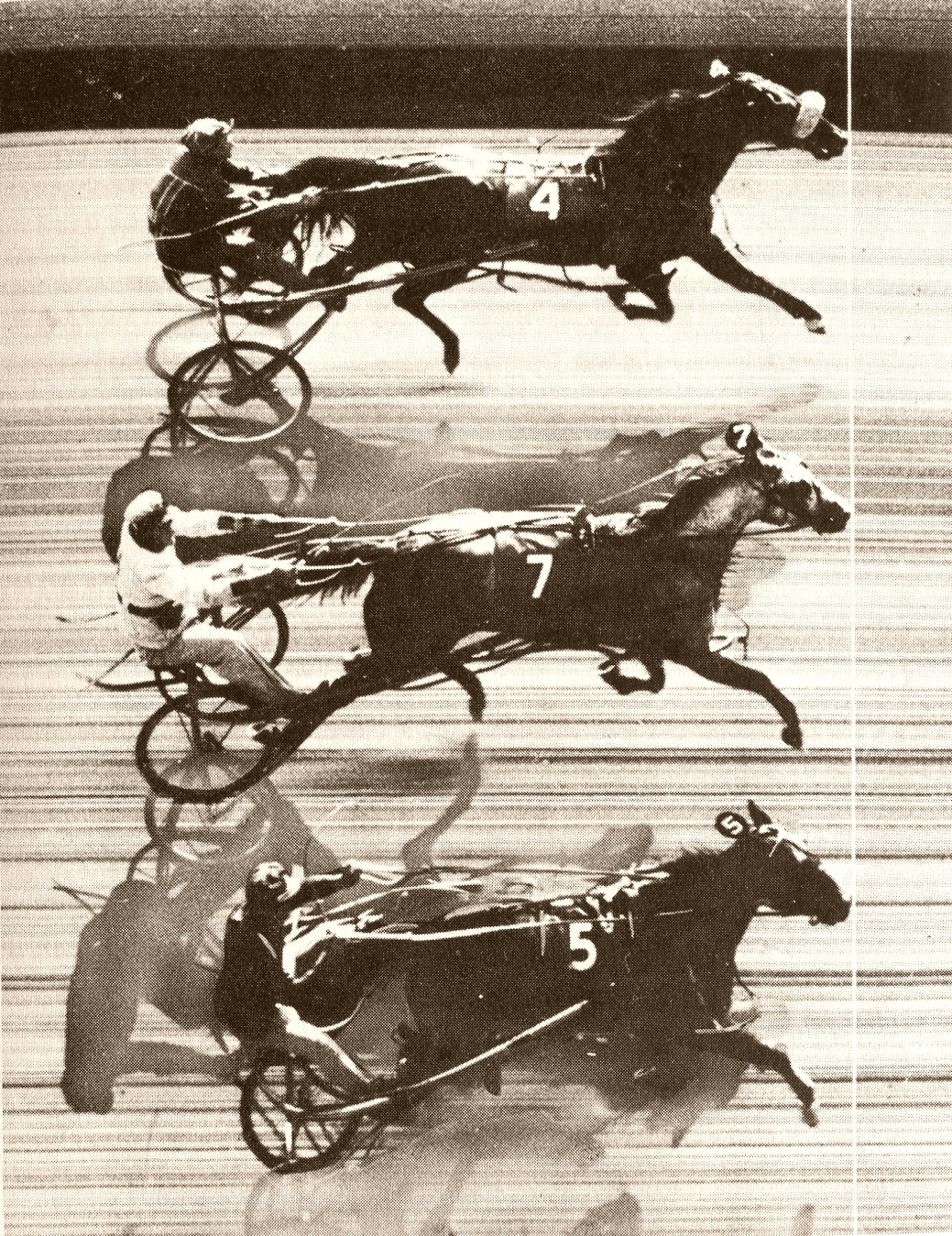
Ett extremt sällsynt målfoto, med tre hästar i "dött lopp", taget i ett travlopp 1953 på Freehold Raceway i New Jersey.

Döda lopp är mycket sällsynta, och situationer med tre (eller fler) tävlande i ett dött lopp är ännu mer sällsynta. Frekvensen av döda lopp varierar mellan sporter, beroende på den typiska variationen i prestationer och precisionen hos den tillgängliga tekniken. Användningen av målfoto, som först introducerades i hästkapplöpningar under andra kvartalet av 1900-talet, minskade avsevärt antalet döda lopp. Ett galopplöp med fyra hästar i ett dött lopp, inträffade i England på 1850-talet.
Simning har ett relativt högt antal döda lopp. Enligt Internationella simförbundets regler (som inkluderar olympiska evenemang), är positioner baserade på tävlingstider som är begränsade i precision till hundradelar av en sekund; detta trots tillgången på teknik som skulle kunna ge ytterligare precision. Anledningen till detta är att längden på simbanorna kan variera med upp till 3 centimeter.
Ibland försöker racerförare att medvetet skapa ett dött lopp. Under mitten av 1940-talet blev distanslöparna H. Ross Hume och Robert H. Hume kända som "dead heat twins" då de avslutade sina lopp hand i hand, i avsiktliga försök för att få dela segern. Vid USA:s Grand Prix 2002 försökte lagkamraterna Rubens Barrichello och Michael Schumacher att dela på förstaplatsen, men Barrichello bedömdes ha vunnit med 0,011 sekunder.

## Resultat
Om ett dött lopp deklareras, anses alla tävlande med oavgjort resultat tillsammans ha uppnått samma position. Detta påverkar inte utmärkelser för efterföljande avslutare. Till exempel, i finalen i damernas 100 meter frisim vid olympiska sommarspelen 2016 blev det dött lopp om förstaplatsen mellan Penny Oleksiak och Simone Manuel. Båda belönades med guldmedaljer, ingen silvermedalj delades ut, och trean i mål, Sarah Sjöström, fick brons.